# Kedungsoko (Mantup)
Kedungsoko is een bestuurslaag in het regentschap Lamongan van de provincie Oost-Java, Indonesië. Kedungsoko telt 2987 inwoners (volkstelling 2010).